# Vườn quốc gia Predelta
Vườn quốc gia Predelta là một vườn quốc gia nằm ở phía tây nam của tỉnh Entre Ríos, cách Diamante 6 km về phía nam, trong khu vực Mesopotamia, là nơi bắt đầu những gì được gọi là đồng bằng sông Paraná, Argentina. Được thành lập ngày 13 tháng 1 năm 1992, nó có diện tích 24,58 km vuông để bảo vệ khu vực đồng bằng sông Paraná phía trên, thuộc vùng sinh thái đồng bằng châu thổ và các đảo sông Paraná. Predelta là khu vực nơi mà các trầm tích của sông Paraná bắt đầu hình thành các đảo, trong khi con sông chia tách thành nhiều nhánh lớn và các kênh rạch nhỏ.
Khu vực là vùng đất ngập lũ thấp, được ngăn bởi những con đê bao gồm một đoạn của sông Paraná, và nhiều hòn đảo nhỏ là môi trường tự nhiên của khu rừng phòng hộ ven sông. Đây là điều kiện lý tưởng cho các loài chim bao gồm vịt, Sếu, An him phương nam, hạc, diệc, bói cá và nhiều loài động vật như Nai đầm lầy Nam Mỹ, Hải ly Nam Mỹ, Thằn lằn, Rắn, Chuột lang nước.